# Victor Dubreuil (peintre)
Pour les articles homonymes, voir Victor Dubreuil.
Victor Dubreuil, né Marie Victor Théodore Dubreuil à Ayron (Vienne) le 8 novembre 1842, est un banquier et artiste peintre franco-américain actif de 1880 à 1910.

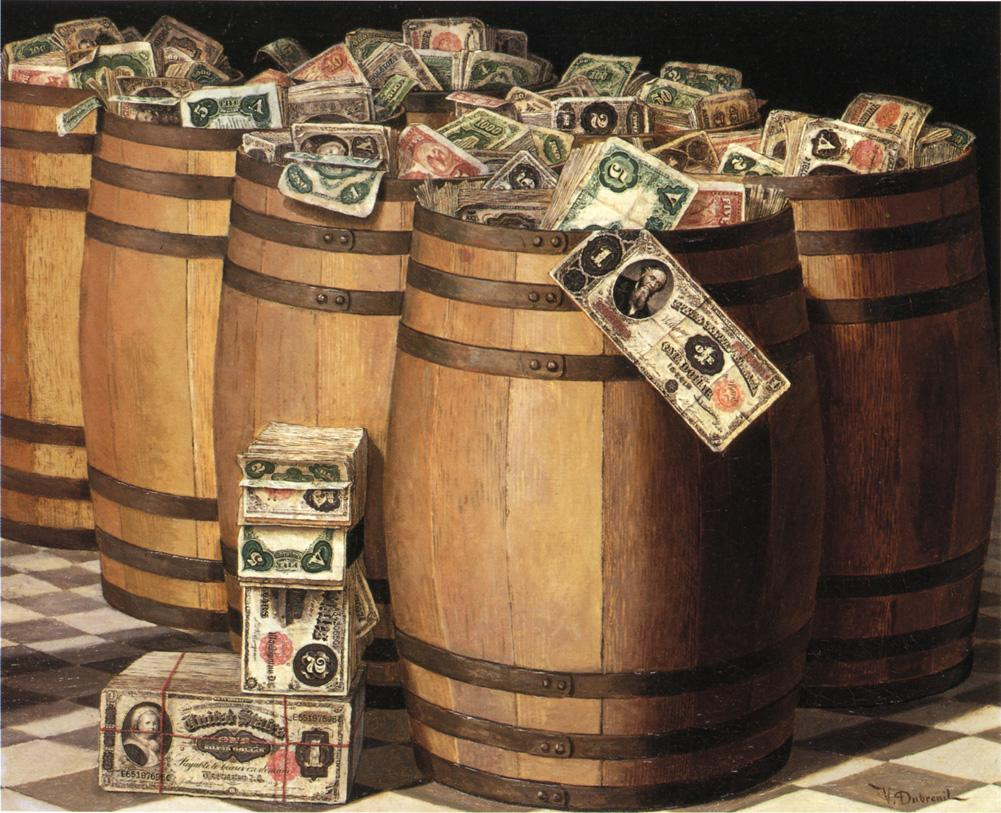
Barrels on Money, huile sur toile, vers 1897.

## Biographie
Dubreuil épouse Virginie Lenoir à Paris en 1878. En 1897, le divorce est prononcé de façon unilatérale au profit de l'épouse qui est sans nouvelles de son mari depuis de nombreuses années. On y apprend qu'il avait résidé à New York.
Arrivé aux États-Unis le 6 juin 1882, Dubreuil est devenu citoyen américain par naturalisation le 5 juin 1888 à New York.

## «Peintre de dollars»
Victor Dubreuil, venu de France, est un des « peintres de dollars » qui sont apparus après la guerre de Sécession. Il les peint en piles, en tonneaux, débordants de paniers, froissés, sous forme de croix. Ses trompe-l'œil sont parfois si réels qu'il est accusé d'être faussaire.

## Œuvres
- American Paper Currency[5]
- Barrels of Money[6]
- The Cross of Gold[5]
- Fresh Peanuts[5]
- Grover Cleveland[5]
- Money to Burn[5]
- Napoleon Commanding a View of the Prisoners[5]
- One Dollar Silver Certificate[5]
- Tronpe L'Oeil Still Life with Dollar Bill and Fly[5]
- Five Dollar Bill, vers 1885, The Phillips Collection, Washington (district de Columbia)[4].